# Higashiyamato
Higashiyamato (jap. 東大和市 Higashiyamato-shi) – miasto w Japonii, na wyspie Honsiu, w prefekturze metropolitarnej Tokio. Ma powierzchnię 13,42 km². W 2020 r. mieszkały w nim 83 952 osoby, w 36 392 gospodarstwach domowych  (w 2010 r. 83 073 osoby, w 33 711 gospodarstwach domowych).
Miejscowość otrzymała prawa miejskie w 1954 roku (funkcjonowała wówczas pod nazwą Yamato-chō). W 1970 roku Yamato-chō zostało przemianowane na Higashiyamato-shi.